# Baucau (tỉnh)
Baucau (tiếng Tetum: Baukau), là một Tỉnh của Đông Timor, nằm ở ven biển phía bắc của đất nước. Thủ phủ của quận cũng tên là Baucau (trước đây gọi là Vila Salazar). Dân số của quận là 104.571 (điều tra 2004) và diện tích là 1.494 km². Các xã trong quận là Baguia, Baucau, Laga, Quelicai, Vemasse, và Venilale (trước đây gọi là Vila Viçosa). Đỉnh phía bắc của quận thuộc Eo biển Wetar; quận có ranh giới với Lautém ở phía đông, Viqueque ở phía nam, và Manatuto ở phái tây.
Ngoài hai ngôn ngữ chính thức là Tetum và Bồ Đào Nha, hầu hết cư dân trong quận nói tiếng Papua Makasae. Phần lớn cư dân là tín đồ Công giáo La Mã, một số người là tín đồ Hồi giáo.
Baucau là quận phát triển nông nghiệp ở mức độ cao nhất tại Đông Timor. Bên cạnh lúa gạo và ngô, Baucau còn sản xuất đỗ, lạc, khoai lang, dừa, quả lai và sắn. Quận cũng gia tăng việc nuôi trâu và dê. Việc thiếu kết nối giao thông cvaf năng lượng đã gây trở ngại cho sự phát triển của quận
Tại xã Venilala có một đường hầm do Nhật Bản xây dựng trong Chiến tranh thế giới thứ hai. Cũng tại xã này đang có kế hoạch khôi phục và nâng cấp Escola do Reino de Venilale (Trường Hoàng gia Venilale).  Lưu trữ ngày 3 tháng 5 năm 2006 tại Wayback Machine
Baucau có sân bay dài nhất Đông Timor là Sân bay Cakung, hiện nay, Sân bay quốc tế Presidente Nicolau Lobato tại thủ đô Dili chỉ có thể phục vụ các máy bay cỡ nhỏ như Boeing 737. Sân bay các Baucau khoảng 6 km. Đây là sân bay chính của đất nước trước khi Indonesia xâm lược năm 1975.